# Kamov Ka-15
Le Kamov Ka-15 (code OTAN : Hen) était un hélicoptère polyvalent biplace soviétique réalisé par le bureau d'études Kamov. Il fit son premier vol en 1953 et fut utilisé pendant de nombreuses années pour des missions tant civiles que militaires.
Le Ka-15 fut le premier type d'hélicoptère de Kamov à être produit en série. Son concepteur Nikolaï Kamov remplissait grâce à son concept de rotors coaxiaux (donc sans rotor de queue) les exigences de la Marine soviétique en matière de gain de place et de manœuvrabilité. 
Comme son prédécesseur le Ka-10, le Ka-15 avait deux dérives de direction. Il pouvait cependant emporter une charge utile bien plus importante et possédait un fuselage caréné et fermé, résistant aux intempéries. Les roues avant du train d'atterrissage étaient orientables. Le Ka-15 possédait un moteur en étoile.
Le Ka-15 fut mis en œuvre par la Marine pour la lutte anti-sous-marine. Un certain nombre de versions civiles furent également construites, telles que les versions de secours (Medevac), de travaux agricoles (épandage) ou avec des flotteurs. La version Ka-15M avait des rotors en matériau composite et un moteur plus puissant de 205 kW (280 ch). Son successeur quadriplace, le Ka-18 (en) s'en distinguait par la taille de son fuselage.

## Liens
- Liste des hélicoptères
- Photo en couleur et plan 3 vues
- Le Ka-15 sur le site russe aeronautics.ru